# 1931 في مصر

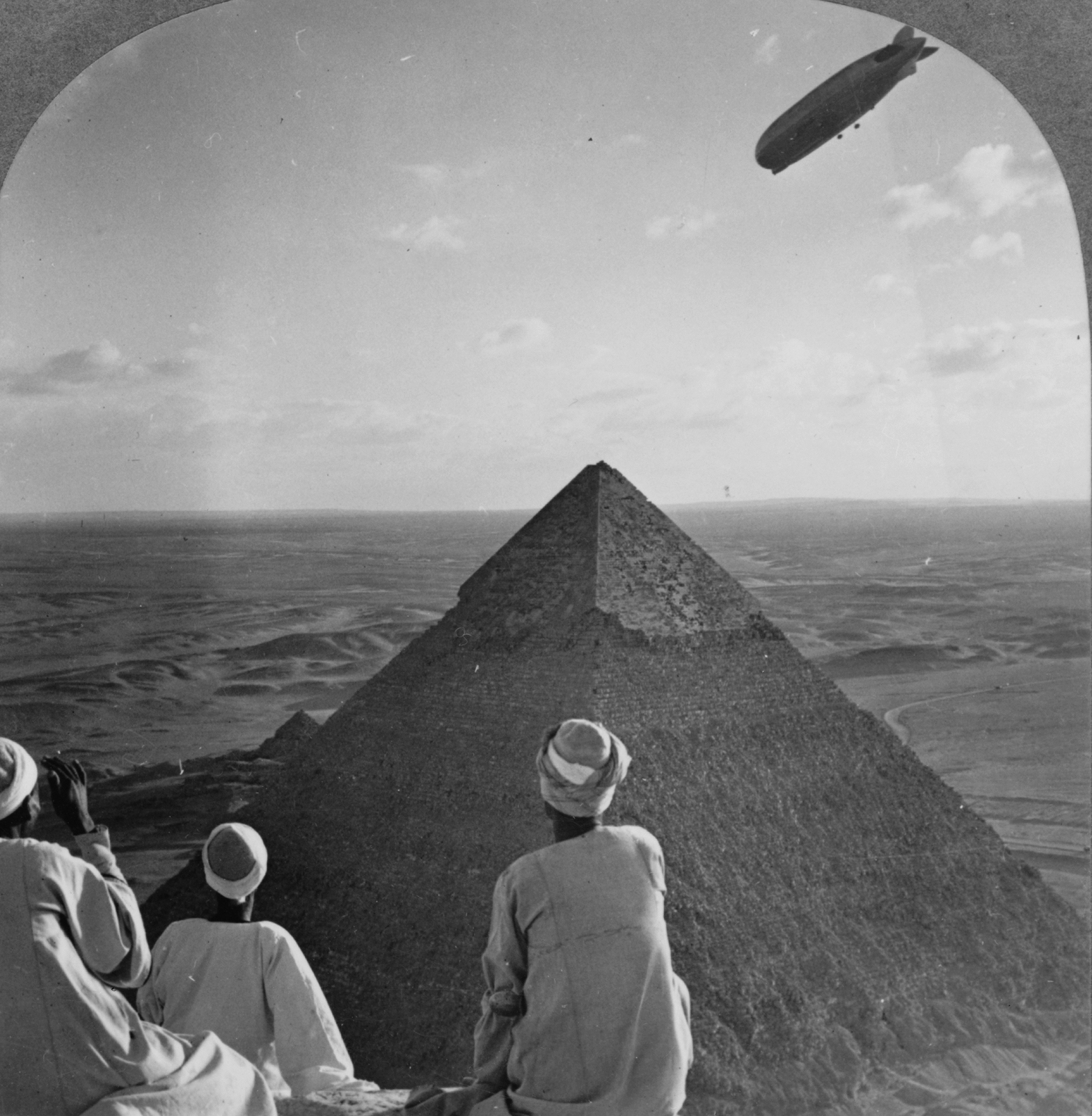
اهرامات مصر

فيما يلي قوائم الأحداث التي وقعت خلال عام 1931 في مصر.

## رياضة
- 1 يناير – نهائي كأس مصر 1931

## أفلام
من الأفلام التي صدرت هذه السنة في مصر:
- 25 نوفمبر – وخز الضمير من إخراج إبراهيم لاما.

## مواليد

### يناير
- 1 يناير – حسن شاه
- 1 يناير – حسن موافي
- 1 يناير – فوزية عبد الستار حقوقية وسياسية مصرية.
- 29 يناير – صفي الدين أبو شناف قائد عسكري مصري، شغل منصب رئيس أركان حرب القوات المسلحة المصرية.

### فبراير
- 26 فبراير – عصام بهيج لاعب كرة قدم مصري.

### مايو
- 3 مايو – صلاح عبد الصبور
- 4 مايو – ماجدة ممثلة مصرية.
- 17 مايو – يوسف ندا رجل أعمال مصري.
- 20 مايو – إبراهيم العرابي عسكري مصري شغل منصب رئيس أركان حرب القوات المسلحة المصرية في بداية عهد الرئيس السابق محمد حسني مبارك لعدة سنوات حتى سنة 1987.
- 27 مايو – فاتن حمامة ممثلة ومنتجة مصرية و تقنية أساسية في مؤسسة سونلغاز.

### يونيو
- 6 يونيو – بهجت عثمان رسام كارتون مصري.

### يوليو
- 23 يوليو – باقي زكي يوسف عسكري مصري رئيس فرع المركبات بالجيش الثالث الميداني أثناء حرب أكتوبر.

### سبتمبر
- 3 سبتمبر – سمير أمين عالم اقتصاد ومفكر مصري.
- 5 سبتمبر – موسى مزراحي مخرج أفلام إسرائيلي من أصل مصري.

### أكتوبر
- 5 أكتوبر – كمال خالد
- 7 أكتوبر – بليغ حمدي ملحن مصري.
- 23 يوليو – باقي زكي يوسف عسكري مصري رئيس فرع المركبات بالجيش الثالث الميداني أثناء حرب أكتوبر.
- 27 أكتوبر – نوال السعداوي كاتبة و روائية مصرية وناشط في مجال الفاسد.

### نوفمبر
- 12 نوفمبر – هند رستم ممثلة مصرية.

### ديسمبر
- 2 ديسمبر – رتيبة الحفني فنانة مصرية.
- 9 ديسمبر – فوزية فهيم عالمة كيمياء حيوية مصرية.